# Richmond Park

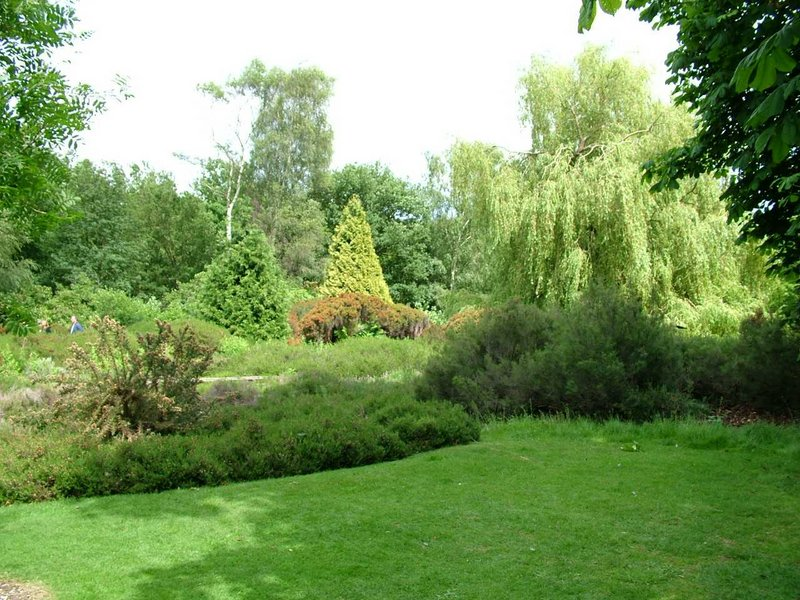
Een deel van het Richmond park

Richmond Park is het grootste koninklijke park van Londen. Het park ligt bij het stadsdeel Richmond upon Thames en Kingston upon Thames in het zuidwesten van Londen. Het park beslaat 955 hectare (bijna 10 km²) en is het grootste ommuurde stadspark van Europa.
Oorspronkelijk was het gebied het persoonlijke jachtgebied van Eduard I van Engeland. Tegenwoordig leven er nog 650 edelherten en damherten in het park. Meerdere straten doorkruisen het park, waar alleen overdag maximaal 32 km per uur mag worden gereden.